# Pílades (actor)
Pílades fue un célebre trágico de la Antigüedad nacido en Cilicia.
Fue liberto de Augusto y se le supone el creador o cuando menos el perfeccionador de la pantomima clásica. Este género rivalizó con la pantomima cómica, por lo cual Batilo, que era el personificador de ésta, le tuvo mucha animosidad, tanta, que llegó a excitar a las turbas contra su rival, logrando, por fin, que Pílades fuera expulsado de Roma, adonde pudo regresar después, pues el pueblo romano exigió su vuelta.